# Brexit

Wielka Brytania i Unia Europejska

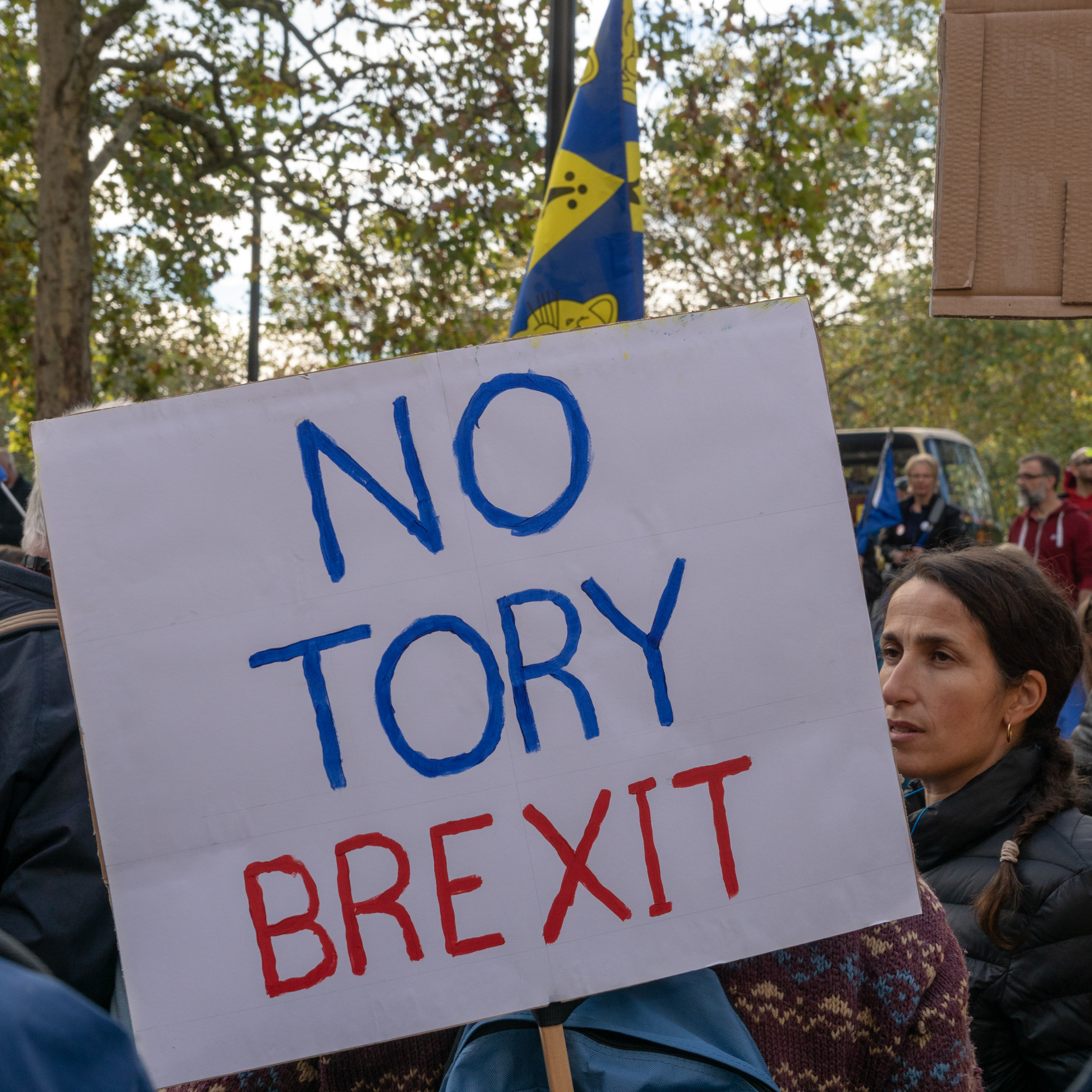
Protest przeciwko brexitowi

Brexit (ang. Brexit, od British – brytyjskie i exit – wyjście) – proces opuszczania przez Wielką Brytanię struktur Unii Europejskiej. Wielka Brytania opuściła Unię Europejską 31 stycznia 2020 o godz. 24:00 CET (o godzinie 23:00 czasu lokalnego – GMT). Do 21 marca 2019 zgodnie z traktatem lizbońskim terminem tym był 29 marca 2019, po czym, zgodnie z przyjętymi porozumieniami, do 10 kwietnia 2019 terminem był 12 kwietnia 2019, a do 28 października 2019 terminem był 31 października.

## Geneza pojęcia
Po raz pierwszy połączenie słów „Britain” i „exit” pojawiło się w 2012. Za twórcę terminu uznaje się Petera Wildinga, prezesa zespołu doradców Influence, prowadzącego kampanię na rzecz dalszej obecności Wielkiej Brytanii w UE. Wilding po raz pierwszy użył tego wyrażenia, jeszcze zanim publicznie zrobił to premier David Cameron.

## Historia
Pierwsze referendum, w którym Brytyjczycy mogli wypowiedzieć się przeciwko pozostawaniu w strukturach europejskich, odbyło się już 2,5 roku po wstąpieniu Wielkiej Brytanii do EWG (1 stycznia 1973) w dniu 5 czerwca 1975. Tego dnia stosunkiem głosów 17 378 581 do 8 470 073 Brytyjczycy zadecydowali o pozostaniu w strukturach wolnego rynku europejskiego.
Pomimo udziału Wielkiej Brytanii w strukturach europejskich, kraj ten nieustannie oczekiwał od pozostałych członków uznawania specjalnego statusu, co przejawiało się m.in. w braku przyjęcia wspólnej waluty, wejścia do strefy Schengen, stałych żądaniach dotyczących odstępstw w różnych sferach polityki UE (np. nieprzyjęciu klauzul polityki socjalnej zawartych w traktacie z Maastricht), a nade wszystko w brytyjskim rabacie budżetowym (Wielka Brytania wpłacała do budżetu UE proporcjonalnie mniej, niż wynikało to z jej potencjału gospodarczego). Z drugiej strony, w dużej mierze dzięki Wielkiej Brytanii doszło do stworzenia jednolitego, wspólnego rynku (wbrew żywionym w innych krajach tendencjom protekcjonistycznym), liberalizacji handlu światowego w ramach GATT, a następnie WTO, czy też rozszerzenia UE w 2004 o 10 krajów Europy Wschodniej. Jednocześnie, sceptycyzm Londynu torpedował inicjatywy zmierzające do stworzenia wspólnej europejskiej polityki zagranicznej i bezpieczeństwa (Armii Europejskiej).
23 stycznia 2013 przywódca brytyjskiej Partii Konserwatywnej i zarazem urzędujący wówczas premier David Cameron wygłosił przemówienie, w którym zapowiedział referendum w sprawie członkostwa we wspólnocie. W przemówieniu oczekiwał reformy wspólnoty, a także nawoływał do pozostania w niej.
W 2015 roku partia ówczesnego premiera wygrała wybory do Izby Gmin, obiecując m.in. przeprowadzenie referendum w sprawie członkostwa w Unii Europejskiej. Decyzja Camerona została przez niektóre media uznana za ustępstwo wobec eurosceptycznego skrzydła partii. W przeprowadzonym 23 czerwca 2016 referendum, które nie miało formy wiążącej dla brytyjskiego rządu, głosowało 72,2% uprawnionych, spośród których 51,89% opowiedziało się za opuszczeniem Unii Europejskiej przez Wielką Brytanię.
24 stycznia 2017 Sąd Najwyższy Zjednoczonego Królestwa wydał wyrok stwierdzający, że proces wystąpienia Wielkiej Brytanii z Unii Europejskiej może być rozpoczęty po uprzedniej zgodzie parlamentu brytyjskiego. Jednocześnie orzekł, że rząd nie ma obowiązku uzyskania zgody Parlamentu Szkockiego, Walijskiego Zgromadzenia Narodowego i Zgromadzenia Irlandii Północnej.
7 lutego 2017 Parlament Szkocki podjął uchwałę, w której „wyraził poparcie dla wszystkich posłów brytyjskiego parlamentu, którzy uważają, że złożony przez rząd projekt ustawy o notyfikacji wyjścia z Unii Europejskiej nie powinien być procedowany”.
W tzw. „Brexit white paper” z 2018, który był pierwszym oficjalnym dokumentem określającym relacje pomiędzy Unią Europejską a Wielką Brytanią po brexicie, proponowano wspólny rynek handlu towarami ze wspólnotą. Propozycje te już wstępnie zostały ocenione przez ekspertów jako nie do zaakceptowania przez UE oraz zostały uznane w istocie za próbę utrzymania Wielkiej Brytanii w strukturach wspólnotowych. Sama Theresa May przy rozpoczęciu procesu wychodzenia ze wspólnoty stwierdziła, że Wielka Brytania nie dąży do utrzymania członkostwa w jednolitym rynku, ponieważ miała świadomość, że cztery swobody jednolitego rynku są niepodzielne i nie może być mowy o „wybieraniu najlepszych kąsków”. Do najważniejszych brytyjskich postulatów w negocjacjach należały: opuszczenie unii celnej, wspólnego rynku towarowego, rezygnacja z zasady swobodnego przepływu ludzi i zaprzestanie uznawania właściwości kompetencyjnej Trybunału Sprawiedliwości Unii Europejskiej w sprawach dotyczących Wielkiej Brytanii.
Poprzednik Theresy May, David Cameron w swoim tzw. „Bloomberg speech”, który był zapowiedzią przeprowadzenia referendum ws. brexitu, zauważał, że dla Zjednoczonego Królestwa najważniejszą sprawą jest dostęp do wspólnego rynku, nawet w przypadku wyjścia ze wspólnoty, ponieważ tylko dzięki temu od 2004 roku Wielka Brytania była w stanie przyciągnąć 20% wszystkich inwestycji w Europie.
Na wspólnotowym, nieformalnym szczycie w Salzburgu (2018) odrzucono propozycje Brytyjczyków dotyczące brexitu, uznając je za potencjalne zagrożenie dla wspólnego rynku.
20 października 2018 w Londynie kolejny raz protestowały, według różnych źródeł setki tysięcy ludzi, domagających się referendum w sprawie ostatecznych zasad brexitu.
Wielka Brytania miała opuścić wspólnotę 12 kwietnia 2019 (do 21 marca 2019 terminem tym był 30 marca 2019 o godz. 00:00, tj. 29 marca 2019 o godzinie 23.00 według czasu brytyjskiego). W myśl zawartych, lecz odrzuconych przez parlament brytyjskich porozumień, co najmniej do 31 grudnia 2020 zachowane miało być prawo do swobodnego przemieszczania się osób między Wielką Brytanią a UE, przy czym obie strony zgodziły się co do możliwości przedłużenia tego okresu przejściowego o 21 miesięcy, a więc do września 2022. Dwuletni okres przejściowy miał obejmować także kwestie związane z wymianą handlową, co miało umożliwić wynegocjowanie nowych zasad dotyczących handlu między UE a Wielką Brytanią. Wynegocjowana umowa łagodziła skutki wystąpienia, przewidując m.in. kontynuację brytyjskich wpłat do budżetu UE w wysokości 39 mld funtów, gwarancje praw obywateli po obu stronach kanału La Manche i mechanizm zapobiegający powstaniu granicy między Irlandią a Irlandią Północną. Przewidywała ona, że jeżeli po wystąpieniu nie zostaną wypracowane inne rozwiązania, cała Wielka Brytania pozostanie faktycznie w unii celnej, przy czym dla Irlandii Północnej obowiązywać miały specyficzne regulacje. Rozwiązanie to budziło obawy zwolenników brexitu, że stan braku granicy między Irlandią a Irlandią Północną będzie trwał w nieskończoność i doprowadzi do tego, że wyjście tak naprawdę nie nastąpi nigdy. Z kolei północnoirlandzcy unioniści obawiali się rozbicia jedności kraju.
10 grudnia 2018 Trybunał Sprawiedliwości Unii Europejskiej orzekł, że Wielka Brytania ma suwerenne prawo jednostronnie wycofać wniosek o wyjście z Unii Europejskiej, bez konieczności angażowania w to organów Unii lub państw członkowskich. Postępowanie wszczęto na wniosek szkockich parlamentarzystów, którzy skierowali wniosek do sądu w Edynburgu, a ten przekazał go do Luksemburga. Rząd brytyjski próbował zablokować jego rozpatrywanie na poziomie unijnym, składając w ostatniej chwili apelację w brytyjskim Sądzie Najwyższym, która jednak została odrzucona.
Wobec perspektywy opuszczenia UE przez Wielką Brytanię bez porozumienia, 19 grudnia 2018 Komisja Europejska przyjęła plan działania awaryjnego. W jego ramach do końca lutego 2019 zaproponowano 19 środków ustawodawczych i opublikowano 88 zawiadomień dotyczących gotowości na brexit. Środki te, przyjęte jednostronnie przez UE w porozumieniu z krajami członkowskimi miały na celu uregulowanie trybu postępowania w stosunkach z Wielką Brytanią, natomiast ani w zamierzeniu, ani w wykonaniu nie złagodzą i nie mogły złagodzić ogólnych skutków brexitu bez porozumienia, w szczególności nie zapewnią warunków tak korzystnych, jak te wynikające z członkostwa w UE czy te zawarte w umowie o wystąpieniu. 15 stycznia 2019 Izba Gmin odrzuciła wniosek o skierowanie do prac parlamentarnych umowy ws. wyjścia Wielkiej Brytanii z Unii Europejskiej, przyjętej przez brytyjski rząd 14 listopada 2018. Za porozumieniem głosowało 202 parlamentarzystów, przeciwko 432, zarówno zwolennikom wystąpienia, jak też wspierającym rząd May północnoirlandzkim unionistom. Zaraz po ogłoszeniu wyników lider opozycyjnej Partii Pracy Jeremy Corbyn złożył wniosek o wotum nieufności dla rządu premier Theresy May, które 16 stycznia zostało jednak odrzucone 325 głosami przeciwko 306.
W styczniu 2019 Izba Gmin przegłosowała swoje stanowisko w sprawie nadchodzącego brexitu, wyrażając swój sprzeciw wobec perspektywy wyjścia ze wspólnoty bez umowy i oczekując negocjacji innego rozwiązania w sprawie granicy Irlandii Północnej. Szczególną niechęć budziło rozwiązanie zwane „backstopem”, zakładające, że w razie braku innego porozumienia ws. granicy irlandzkiej Zjednoczone Królestwo byłoby zmuszone do pozostania w unii celnej i wspólnym rynku. Oprócz tego „backstop” otwierał możliwość dla powstania barier między Irlandią Północną a pozostałą częścią Zjednoczonego Królestwa. UE z miejsca odrzuciła to żądanie, wskazując, że brak wewnątrzirlandzkiej granicy jest jednym z warunków wielkopiątkowego porozumienia pokojowego.
27 lutego 2019 parlament brytyjski przyjął poprawkę Yvette Cooper, która zawierała zobowiązanie May do umożliwienia brytyjskim parlamentarzystom opóźnienia brexitu, w przypadku gdyby po raz kolejny odrzucona została umowa wynegocjowana przez May. Zwiększyło to przewidywane przez część analityków szanse na opóźnienie brexitu zamiast brexitu bez umowy. Sama May zagroziła, że jeżeli Izba Gmin odrzuci po 11 marca 2019 wynegocjowaną umowę, to Wielka Brytania nie opuści Unii Europejskiej jeszcze przez wiele miesięcy, może wyjść bez ochrony, jaką zapewnia wynegocjowana umowa, a może też zrezygnować z brexitu.
Toczące się w łonie brytyjskiej Partii Pracy spory co do oceny sposobu prowadzenia przez rząd brytyjski polityki zagranicznej, spowodowały w lutym 2019 największy od 1981 rozłam w szeregach tej partii i odejście z jej szeregów 8 deputowanych. Kilka dni później 3 posłanki wystąpiły z kolei z Partii Konserwatywnej, zarzucając rządowi ryzyko doprowadzenia do brexitu bez umowy z Unią Europejską.
12 marca Izba Gmin po raz drugi odrzuciła wynegocjowaną umowę (za jej przyjęciem głosowało 242, a przeciw 391 posłów). Dzień później, 13 marca 2019 Izba Gmin stosunkiem 321:278 wykluczyła z kolei możliwość opuszczenia UE bez porozumienia.
14 marca Izba Gmin większością 412 do 202 głosów poparła rządowy projekt uchwały, upoważniającej rząd brytyjski do zwrócenia się do Unii Europejskiej o zgodę na odroczenie brexitu. Akceptacja tego wniosku wymagała jednomyślnej decyzji wszystkich pozostałych państw UE. Brytyjczycy oczekiwali, że odroczenie miałoby trwać co najmniej do 30 czerwca 2019 (w razie przyjęcia umowy wyjścia ze wspólnoty) lub dłużej, jeśli parlament brytyjski nie poprze żadnego porozumienia ze wspólnotą. Jednocześnie 334 głosami przeciw 85 przegłosowano sprzeciw wobec projektu ponownego rozpisania referendum.
18 marca 2019 spiker Izby Gmin John Bercow poinformował, że nie dopuści do trzeciego głosowania nad porozumieniem z Brukselą wynegocjowanym przez premier Theresę May, motywując to pochodzącym z początku XVII wieku zwyczajem zakazującym głosowania nad wnioskiem, nad którym głosowano już wcześniej podczas tej samej sesji parlamentu. Głosowanie to miało mieć miejsce 19 marca; premier Theresa May wiązała z nim nadzieję, że wobec perspektywy opóźnienia lub anulowania brexitu, jego zwolennicy poprą wypracowane porozumienie.
W tej sytuacji, 20 marca 2019 rząd Wielkiej Brytanii złożył wniosek o opóźnienie brexitu do dnia 30 czerwca 2019. Przewodniczący Komisji Europejskiej Jean-Claude Juncker wyraził niezadowolenie z tej propozycji wskazując, że Wielka Brytania powinna opuścić Unię Europejską jeszcze przed wyborami do Parlamentu Europejskiego, które odbędą się w dniach 24–26 maja. Późniejszy termin wyjścia Wielkiej Brytanii z UE mógłby spowodować poważne trudności instytucjonalne i niepewność prawną. Z kolei szef Rady Europejskiej Donald Tusk oświadczył, że wydłużenie terminu możliwe byłoby wyłącznie w przypadku akceptacji zawartego porozumienia między UE a Wielką Brytanią.
21 marca 2019 Unia Europejska zgodziła się na przedłużenie brexitu do 22 maja (czyli na dzień przed początkiem wyborów do Parlamentu Europejskiego), o ile Izba Gmin zatwierdzi wynegocjowane, lecz dwukrotnie odrzucane porozumienie z Unią. W przypadku braku jego ratyfikacji, twardy brexit miał odbyć się 12 kwietnia 2019.
23 marca 2019 w Londynie odbyła się demonstracja, która zgromadziła około milion osób przeciwnych wystąpieniu z Unii Europejskiej i żądających rozpisania ponownego referendum. W tym czasie ponad 5,8 mln ludzi podpisały petycję o rezygnację z brexitu.
27 marca 2019 w parlamencie głosowano nad wskazówkami i alternatywnymi rozwiązaniami na temat brexitu mającymi pokazać drogę, na którą zgodzi się parlament. W głosowaniach odrzucono wszystkie możliwe rozwiązania – od brexitu bez umowy, odstąpienia od brexitu, przez referendum do pozostania w unii celnej. Najbliżej uzyskania poparcia była propozycja posła Partii Konserwatywnej Kena Clarke’a, sugerująca zachowanie unii celnej pomiędzy Wielką Brytanią a Unią Europejską. Izba Gmin ratyfikowała zarazem przesunięcie wystąpienia z UE z 29 marca na 12 kwietnia lub 22 maja. Theresa May zadeklarowała zarazem, że ustąpi z funkcji premiera, jeżeli Izba Gmin przegłosuje wynegocjowaną przez nią umowę z UE.
29 marca 2019 Izba Gmin większością głosów 344 do 286 po raz trzeci odrzuciła 585-stronicową umowę z Unią Europejską ws. wyjścia ze Wspólnoty. Było to wówczas równoznaczne z opuszczeniem UE bez umowy 12 kwietnia o godz. 23.00 czasu lokalnego. Aby nie doszło do „twardego brexitu”, Wielka Brytania musiała w związku z tym złożyć wniosek o przedłużenie członkostwa, co wiązało się z organizacją wyborów do Parlamentu Europejskiego w maju 2019 (jeśli przedłużenie członkostwa byłoby dłuższe niż obecna kadencja Parlamentu Europejskiego).
3 kwietnia 2019 Izba Gmin przewagą 1 głosu (312:311) przyjęła uchwałę autorstwa Yvette Cooper (Partia Pracy) i sir Olivera Letwina (Partia Konserwatywna), nakazującej rządowi ponowne zwrócenie się do UE o kolejne odroczenie daty brexitu. W konsekwencji 5 kwietnia 2019 premier Theresa May zwróciła się w liście do Przewodniczącego Rady Europejskiej Donalda Tuska o opóźnienie brexitu do 30 czerwca 2019. Przewodniczący Tusk w odpowiedzi zaproponował możliwość „elastycznego przedłużenia”, oznaczającego wyznaczenie nowej formalnej daty wyjścia ze Wspólnoty na 31 marca 2020, chyba że parlament Wielkiej Brytanii wcześniej przegłosowałby umowę ws. opuszczenia UE.
10 kwietnia 2019 państwa wspólnoty zgodziły się na przedłużenie brexitu do 31 października 2019 (Francja optowała za wydłużeniem tego okresu tylko do 30 czerwca 2019). Gdyby Brytyjczycy zgodzili się na akceptację wynegocjowanego porozumienia, mogli dokonać wcześniejszego wyjścia ze wspólnoty, co nastąpiłoby pierwszego dnia miesiąca następującego po ratyfikacji. Kolejna próba przegłosowania rządowego projekty w parlamencie zaplanowana była na pierwszy tydzień czerwca.
W maju 2019, w wyborach do Parlamentu Europejskiego, najwięcej głosów w Wielkiej Brytanii zdobyła Brexit Party. Drugie miejsce zajęli proeuropejscy Liberalni Demokraci, a piąte konserwatyści Theresy May, którzy np. w Londynie nie zdobyli ani jednego mandatu. Wybory w Wielkiej Brytanii niektórzy publicyści uznali za plebiscyt poparcia dla prowadzonej polityki brexitu.
7 czerwca 2019, w obliczu klęski wyborczej swojej partii w wyborach do Parlamentu Europejskiego oraz w następstwie niemożności przeprowadzenia przez Izbę Gmin wynegocjowanego porozumienia z UE, Theresa May ustąpiła ze stanowiska premiera, co zapowiedziała już 24 maja 2019.
18 lipca 2019 przegłosowano kolejne poprawki, utrudniające czasowe zawieszenie parlamentu, jeśliby przyszły premier Wielkiej Brytanii próbował dokonać brexitu bez porozumienia (tzw. „no-deal Brexit”).
W lipcu 2019 nowym premierem Zjednoczonego Królestwa został Boris Johnson, który zapowiedział m.in. renegocjację warunków brexitu (co odrzucili przedstawiciele UE, stwierdzając, że żadnych renegocjacji nie będzie) oraz wyprowadzenie Wielkiej Brytanii z Unii 31 października 2019 z umową lub też bez niej. Doprowadziło to w konsekwencji do osłabienia wartości brytyjskiego funta w stosunku do dolara, euro i złotego W kolejnych wypowiedziach Boris Johnson zagroził wstrzymaniem po 1 listopada 2019 wpłaty do unijnego budżetu kwoty 39 mld funtów, co mogło spowodować wstrzymanie przez UE negocjacji umowy handlowej z Wielką Brytanią. Z kolei lider Partii Demokratycznej w Senacie Stanów Zjednoczonych zapowiedział zablokowanie przez Kongres jakiejkolwiek umowy handlowej z Wielką Brytanią zagrażającej przetrwaniu porozumienia pokojowego w Irlandii.
W końcu sierpnia 2019 przywódcy europejscy zasugerowali co prawda możliwość negocjacji w ciągu 30 dni kwestii granicy między Irlandią a Irlandią Północną, jednakże w praktyce wynalezienie innego rozwiązania niż to, które na wniosek Wielkiej Brytanii zostało zapisane w umowie dot. wyjścia z UE, uznawano wówczas za mało realne.
28 sierpnia 2019 Boris Johnson wystąpił do królowej o zawieszenie prac parlamentu na okres od zakończenia przerwy wakacyjnej, to jest od 12 września 2019 do 14 października 2019, co miało ograniczyć możliwość wpływu brytyjskiego parlamentu na proces brexitu. Miało to być najdłuższe zawieszenie prac parlamentu od 1945 roku.
3 września 2019 rząd Borisa Johnsona stracił większość parlamentarną, dzięki dotychczasowemu posłowi Partii Konserwatywnej Philipowi Lee. Opuścił on tego dnia ugrupowanie torysów i dołączył do proeuropejskich Liberalnych Demokratów.
6 września 2019 Izba Lordów przyjęła bez poprawek ustawę zmuszającą premiera Borisa Johnsona, by złożył wniosek o przedłużenie procesu brexitu do stycznia 2020 roku. Wyjście ze wspólnoty wcześniej miało być możliwe tylko w wypadku przyjęcia przez parlament do 19 października jakiejkolwiek innej wersji umowy wyjścia Wielkiej Brytanii ze wspólnoty. Efektem głosowania wbrew stanowisku rządu stało się usunięcie 21 deputowanych z szeregów partii konserwatywnej.

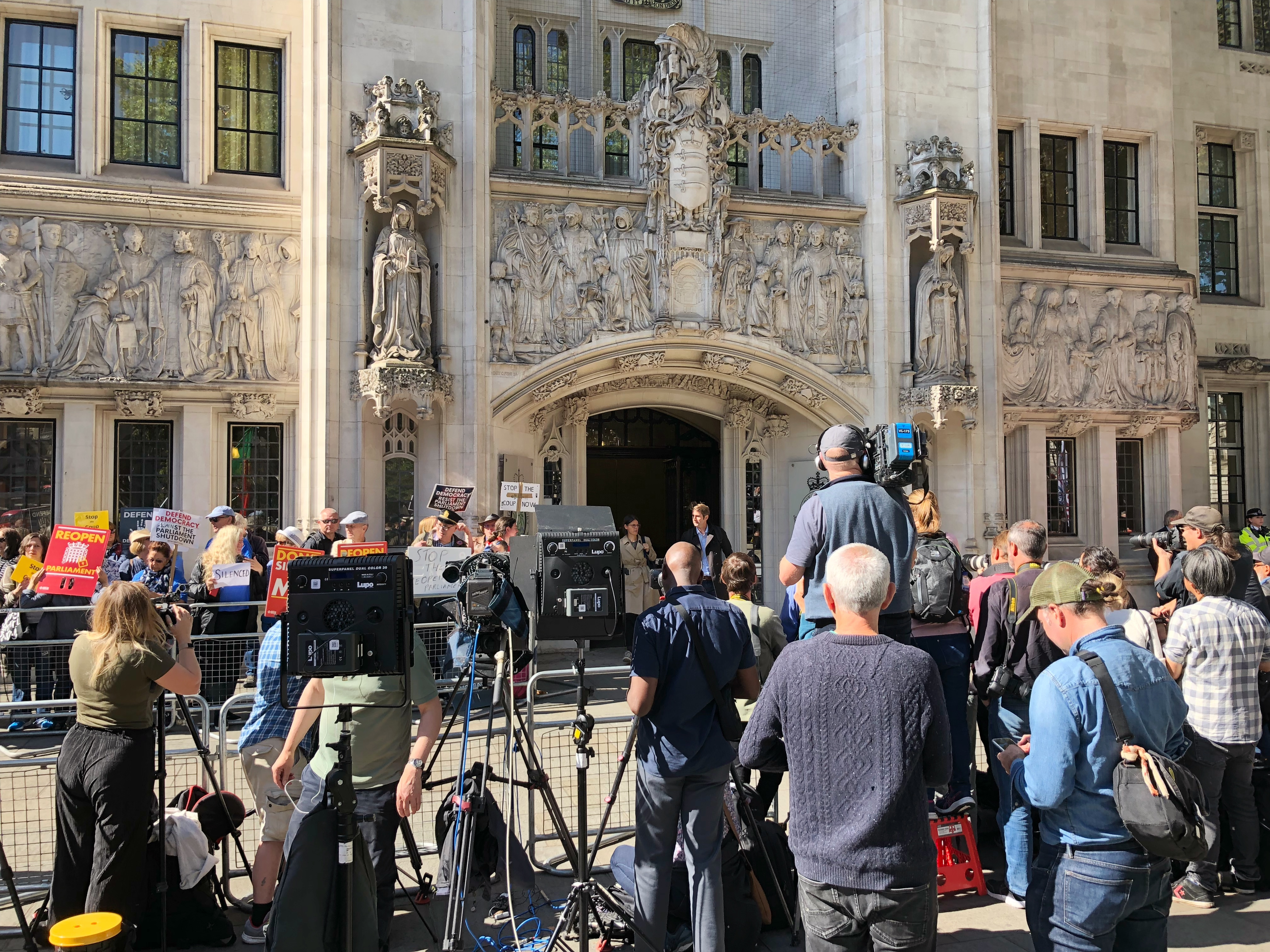
Dziennikarze i protestujący przeciwko zawieszeniu prac Parlamentu przed Sądem Najwyższym, w Londynie

24 września 2019 Sąd Najwyższy w Londynie orzekł, że zawieszenie parlamentu przez Borisa Johnsona było niezgodne z prawem.
16 października 2019 sekretarz do spraw brexitu Stephen Barclay zapowiedział parlamentarzystom, że Boris Johnson dostosuje się również do postanowień tzw. Hilary Benn Act, obligującego go (pod rygorem sankcji karnych) do wystąpienia do 19 października z wnioskiem o opóźnienie brexitu do 31 stycznia 2020, chyba że do tego osiągnąłby porozumienie ze wspólnotą. Rządowi brytyjskiemu zezwolono na ustalanie stawek VAT i zwolnień w Irlandii Północnej, które pozostawać będą w zgodzie ze stawkami i zwolnieniami w pozostałej części Wielkiej Brytanii, o ile nie będą one niższe niż w Republice Irlandii. Wielka Brytania zrezygnowała ze swojego dotychczasowego stanowiska, które przewidywało kontrole celne na terenie Irlandii (choć z dala od linii granicznej). Oznacza to, że na Morzu Irlandzkim wprowadzone zostaną na 4 lata kontrole graniczne, a produkty płynące do Irlandii Północnej z pozostałych części Wielkiej Brytanii mają być sprawdzane (na razie nie wiadomo jeszcze w jaki sposób) pod kątem ich końcowego przeznaczenia. Jeśli będzie nim Irlandia Północna – towary nie zostaną oclone, jeśli będą one zmierzały do UE – podlegać będą ocleniu. Ponadto ustalono, że od ustalonej daty wyjścia (31.10.2019) do końca 2020 (z możliwością przedłużenia przez obie strony o 1–2 lata) obowiązywałby okres przejściowy, oznaczający faktycznie brak zmian w stosunkach UE z Wielką Brytanią. Wielka Brytania straciłaby co prawda swoich przedstawicieli w unijnych instytucjach, ale nadal obowiązywałyby dotychczasowe wspólne reguły unijne. W tym czasie negocjowana byłaby nowa umowa o wolnym handlu.
Po ogłoszeniu porozumienia okazało się jednak, że nie może ono liczyć na poparcie w brytyjskiej Izbie Gmin: północnoirlandzka Demokratyczna Partia Unionistów wyraziła sprzeciw wobec nadania specjalnego statusu Irlandii Północnej. Partia Brexitu uznała wyjście na podstawie takiego porozumienia jako niewystarczające. Pierwsza Minister Szkocji, Nicola Sturgeon oświadczyła, że umowa wypchnęłaby Szkocję z UE, jednolitego rynku i unii celnej wbrew woli Szkotów i bez ich wpływu na przyszłe stosunki z UE, co jest wystarczającym argumentem na rzecz rozpisania nowego referendum niepodległościowego w Szkocji. Partia Pracy uznała, że przyjęcie porozumienia wprowadziłoby zagrożenie dla bezpieczeństwa żywności, obniżyłoby normy środowiskowe, ograniczyłoby prawa pracowników oraz otworzyłoby możliwość przejęcia brytyjskiej publicznej służby zdrowia przez prywatne korporacje amerykańskie.
Członkowie Izby Gmin stosunkiem głosów przyjęli poprawkę sir Oliviera Letwina, wstrzymującą głosowanie nad świeżo wynegocjowaną umową do czasu, aż rząd przygotuje projekty wszystkich aktów prawnych niezbędnych do opuszczenia UE. Oznaczało to rezygnację z zaplanowanego na ten dzień głosowania nad poparciem nowej umowy i konieczność wystąpienia o kolejne odroczenie brexitu do 31 stycznia 2020. Boris Johnson stwierdził wówczas, że w takiej sytuacji prawo nie nakazuje mu złożenia takiego wniosku, jednak ostatecznie wysłał go do Donalda Tuska.
28 października 2019 ogłoszono, że Unia Europejska zgodziła się na kolejne przedłużenie brexitu, o które prosił Boris Johnson w imieniu Wielkiej Brytanii. Tym razem na datę opuszczenia przez Wielką Brytanię Unii Europejskiej wyznaczono na 31 stycznia 2020.
W zaistniałej sytuacji politycznej Boris Johnson podjął decyzję o rozwiązaniu parlamentu i rozpisaniu na 12 grudnia 2019 przedterminowych wyborów. Stosowny wniosek Izba Gmin przyjęła 29 października 2019. Wybory przyniosły odzyskanie przez rządzącą Partię Konserwatywną utraconej w 2017 większości parlamentarnej. W efekcie 20 grudnia 2019 większością 124 głosów izba niższa brytyjskiego parlamentu uchwaliła ustawę zatwierdzającą umowę o wystąpieniu z Unii Europejskiej. Za przyjęciem umowy zagłosowało 353 parlamentarzystów Partii Konserwatywnej oraz 6 z Partii Pracy, przeciw było 234 członków Izby Gmin z Partii Pracy, Liberalnych Demokratów, Zielonych, Demokratycznej Partii Unionistycznej, Szkockiej Partii Narodowej, Plaid Cymru oraz Socjaldemokratycznej Partii Pracy. Prace legislacyjne zakończono ostatecznie 22 stycznia 2020. 23 stycznia 2020 przyjęty akt (Withdrawal Agreement Bill) został zaaprobowany przez królową Elżbietę II, choć swojej zgody na przyjęcie aktu nie wyraziły legislatywy Walii, Szkocji i Irlandii Północnej. Ze swojej strony Parlament Europejski zaaprobował porozumienie 29 stycznia 2020. Za umową o wyjściu Wielkiej Brytanii z UE głosowało 621 europosłów, 49 było przeciw, a 13 wstrzymało się od głosu
Do końca 2020 roku będzie trwał okres przejściowy, w czasie którego ustalone zostaną na przyszłość zasady wymiany handlowej między UE a Wielką Brytanią. W tym czasie Wielka Brytania będzie w praktyce niegłosującym członkiem wspólnoty. Może on zostać przedłużony o rok lub dwa lata. Na zakończenie okresu przejściowego możliwe są trzy rozwiązania: zawarcie porozumienia, brak porozumienia i przedłużenie negocjacji.
18 marca 2020 roku kurs funta szterlinga spadł do dolara amerykańskiego w stosunku 1 do 1,1846. Był to najniższy kurs funta od 1985.
12 czerwca 2020 – do tej pory w negocjacjach na temat wzajemnych relacji gospodarczych po okresie przejściowym związanym z Brexitem nie osiągnięto znaczącego porozumienia mimo czwartej rundy negocjacji. Według negocjatora ze wspólnoty, przedstawiciele UK wracają do planu kontroli granicznych. Do końca lipca maksymalnie można prosić o przedłużenie okresu przejściowego, jednak premier Wielkiej Brytanii zapowiada, że nie zamierza go przedłużać, a brytyjski negocjator twierdzi, że jeśli ma dojść do jakiegokolwiek porozumienia, to trzeba znacząco zintensyfikować i przyspieszyć proces negocjacji.
Koniec sierpnia 2020 – według prasy strona brytyjska może odejść od rozmów, jeśli Bruksela nie zgodzi się znieść w potencjalnej umowie zakazu wspierania prywatnej brytyjskiej gospodarki przez państwo (co jest zasadniczo zakazane we wspólnocie i mogłoby stworzyć przewagę brytyjskich firm, gdyby zostały dopuszczone do wspólnego rynku). Do października muszą zostać ustalone główne zasady potencjalnej nowej umowy handlowej Wielkiej Brytanii ze wspólnotą (obowiązujące od 1 stycznia 2021).
9 września 2020 – przewodnicząca Izby Reprezentantów stwierdziła, że Kongres nie zaakceputuje żadnej umowy handlowej między Wielką Brytanią a USA, jeśli Wielka Brytania podważy wcześniejszą umowę brexitową i zerwie negocjacje w sprawie umowy handlowej. Jest to o tyle istotne, że premier Wielkiej Brytanii wielokrotnie wcześniej w wypowiedziach zapowiadał zerwanie rozmów ze wspólnotą, jeśli ta nie zgodzi się na jego warunki, a chciał oprzeć handel m.in. na korzystnej według niego umowie z USA.

## Możliwe konsekwencje

### Transport i sieci telekomunikacyjne
Brytyjskie sieci telekomunikacyjne odzyskają swobodę kształtowania stawek roamingowych. Nieznane są zasady funkcjonowania brytyjskich linii lotniczych na rynku europejskim po zakończeniu okresów przejściowych.
Do 27 października 2019 wszystkie linie lotnicze, jeżeli chciały zachować status europejskiego przewoźnika i dostęp do otwartego nieba w Unii, musiały dostosować swoją strukturę akcjonariatu w taki sposób, aby większość akcji pozostała pod kontrolą osób prawnych posiadających siedzibę w UE bez Wielkiej Brytanii. Dotyczyło to m.in. takich linii lotniczych posiadających bazy w Wielkiej Brytanii jak International Airlines Group, British Airways i easyJet, a także zarejestrowanego w Irlandii Ryanaira, który jest notowany na Londyńskiej Giełdzie Papierów Wartościowych oraz który posiada na terenie Wielkiej Brytanii znaczącą ilość akcjonariuszy. Linie lotnicze musiały również przedstawić plan utrzymania certyfikatu przewoźnika lotniczego UE (AOC) dla organów regulacyjnych UE. W konsekwencji, poza International Airlines Group, większość przewoźników założyła już w pomniejszonej UE filie z certyfikatem przewoźnika lotniczego, aby po brexicie zachować prawa przewozowe w obu jurysdykcjach. Od 1 lutego 2020 przewozy lotnicze wykonywane są na podstawie Rozporządzenia Parlamentu Europejskiego i Rady (UE) 2019/502 z dnia 25 marca 2019 r. w sprawie wspólnych zasad zapewniających podstawowe połączenia lotnicze w związku z wystąpieniem Zjednoczonego Królestwa Wielkiej Brytanii i Irlandii Północnej z Unii. Oznacza to, że brytyjscy przewoźnicy lotniczy na zasadzie wzajemności uzyskali dostęp do unijnego rynku lotniczego. Dostęp ten przysługiwałby im na tej podstawie nawet w przypadku bezumownego brexitu.
Perspektywa przywrócenia bariery celnej między wyspą a kontynentem skłoniła władze francuskie już w 2018 do podjęcia decyzji o naborze ponad 600 osób na stanowiska celników, inspektorów weterynaryjnych i kontroli sanitarnej. Przygotowania strony francuskiej na taką ewentualność trwały od kwietnia 2018, w tym celu zamierzano m.in. przeznaczenie 50 mln euro na dostosowanie portów i lotnisk oraz podjęcie prac legislacyjnych w zakresie regulacji sektora połowu ryb oraz transportu. Z kolei 30 marca 2019 władze brytyjskie rozpoczęły oficjalnie rejestrację osób ubiegających się o status osoby osiedlonej w Wielkiej Brytanii.

### Finanse oraz miejsca pracy
Według Banku Anglii z 2018, jeszcze przed brexitem przeciętne brytyjskie gospodarstwo domowe straciło na nim ok. 900 funtów. Brytyjskie ministerstwo skarbu szacowało, że twardy brexit mógł spowodować zmniejszenie PKB per capita Wielkiej Brytanii do 2030 o 8 punktów procentowych, natomiast Światowa Organizacja Handlu szacowała tę zmianę na 4 proc. W czwartym kwartale 2018 PKB wzrosło o 0,2 proc., a więc najmniej od 6 lat. Minister skarbu Philip Hammond ocenił, że „nie ma wątpliwości, że naszą gospodarkę przykrywa cień niepewności rzucany przez brexit”.
Według Konfederacji Przemysłu Brytyjskiego w przypadku bezumownego brexitu, tj. gdyby Wielka Brytania przywróciła kontrole graniczne, wprowadziła ograniczenia w przepływie pracowników i turystów, a UE wprowadziła cła i ograniczenia w dostępie do wspólnego rynku, przedsiębiorcy byli gotowi na uruchomienie „planów awaryjnego zarządzania”, polegających m.in. na cięciu zatrudnienia i przenoszeniu działalności za granicę. Szacowano, że na brexicie bez porozumienia Brytyjczycy mogli stracić setki tysięcy miejsc pracy.
Według analiz Banku Anglii brexit bez porozumienia mógł spowodować kryzys i recesję brytyjskiej gospodarki w skali większej od kryzysu finansowego 2008 roku. „Sunday Times” w swoich prognozach przewidywał nawet ewentualność wprowadzenia przez rząd stanu wyjątkowego, gdyby rezultatem chaosu związanego z brexitem stały się społeczne rozruchy. Prognozy dla rynku nieruchomości w Wielkiej Brytanii zakładają spadek cen nieruchomości o 30%.
Realny jest dalszy spadek wartości funta względem dolara – nawet o 9 proc.; kurs funt/dolar sięgnąłby wtedy poziomu 1,1 – najniższego od 1985 roku. Opuszczenie Wielkiej Brytanii planuje m.in. firma Airbus, co oznacza bezpośrednią utratę więcej niż 14 tysięcy miejsc pracy. Także inne firmy zapowiedziały relokację biur czy nawet zmianę bandery statków w celach podatkowych (np. na cypryjską ma zmienić operator promów P&O). W związku z przenosinami szeregu instytucji finansowych na wzrost znaczenia jako centra tego rodzaju usług liczą Dublin, Paryż i Frankfurt.
W związku z brexitem aktywa o wartości co najmniej biliona funtów zostały przetransferowywane z Londynu do innych krajów członkowskich wspólnoty.
Według National Institute of Economic and Social Research, wynegocjowana przez Borisa Johnsona umowa o wystąpieniu może spowodować utratę przez Wielką Brytanię w ciągu dekady 70 miliardów funtów, które zyskałaby, pozostając we wspólnocie.

### Branża spożywcza
Przedstawiciele Konsorcjum Brytyjskiego Handlu Detalicznego, sklepów Sainsbury’s, Marks & Spencer i Co-Op oraz restauracji sieciowych McDonald’s, KFC i Pret A Manger wyrazili swoje zaniepokojenie, wskazując na możliwość wzrostu cen wynikającą z wyższych kosztów transportu, utraty wartości funta i ceł. Dodatkowo istnieje ryzyko nieutrzymania obecnego wyboru, jakości i trwałości żywności (wymienione firmy niemal w jednej trzeciej polegają na żywności importowanej z pozostałych krajów wspólnoty; w miesiącach zimowych 90% sałaty, 80% pomidorów i 70% owoców trafia do Wielkiej Brytanii z 27 państw Wspólnoty). Kłopoty mogą wystąpić również w branży logistycznej, opierającej się w dużej mierze na pracy obywateli innych krajów UE (stanowią oni 13% zatrudnionych w tej branży); w związku z planowanym brexitem liczba mieszkańców wspólnoty wyjeżdżających do Wielkiej Brytanii w celu podjęcia pracy jest o ponad 50 procent niższa niż w szczytowym okresie między czerwcem 2015 a czerwcem 2016. Związane z tym braki kadrowe mogą spowodować utrudnienia w dostawach towarów do sklepów, podobnie w handlu, produkcji i przemieszczaniu towarów. Braki kadrowe, związane z niechęcią zatrudniania się w Wielkiej Brytanii specjalistów z całego świata, mogą również zagrozić brytyjskiemu bilansowi płatniczemu, który wykazuje nadwyżkę tylko w sektorze usług (zwłaszcza prawnych, konsultingowych i reklamowych, ale również transportowych, telekomunikacyjnych, informatycznych i edukacyjnych).

### Inne aspekty
Niepewność co do przyszłych losów Wielkiej Brytanii spowodowała pogorszenie się dobrostanu psychicznego mieszkańców Wielkiej Brytanii, od 2016 spożycie antydepresantów wzrosło o 13,4%.
W 2019 upadło biuro podróży Thomas Cook (działające od czasu Imperium Brytyjskiego w XIX wieku) – jednym z wymienianych powodów był brexit, niepewność sposobu jego realizacji oraz związany z tym spadek wartości funta (mniejsze zakupy zagranicznych wycieczek).
Już pierwszego dnia po wystąpieniu władze położonej na Kanale La Manche wyspy Guernsey (dependencji korony brytyjskiej) zawiesiły czasowo prawo francuskich statków rybackich do łowienia na jej wodach, wynikające z podpisanej w 1964 r. konwencji londyńskiej w sprawie rybołówstwa, która wygasła 31 stycznia 2020 na skutek wypowiedzenia jej przez Wielką Brytanię. Pierwszym porozumieniem, jakie ma zostać zawarte w czerwcu 2020 między UE a Zjednoczonym Królestwem, będzie porozumienie w sprawie rybołówstwa. Tymczasem już obecnie strona francuska daje do zrozumienia, że jeżeli Londyn nie zdecyduje się w tej kwestii na ustępstwa, nie uzyska ich w innych, bardziej istotnych dla gospodarki brytyjskiej branżach: „Brytyjczycy będą musieli zgodzić się na wszystko albo nie będą mieli nic”.

## Brexit według części Zjednoczonego Królestwa

### Szkocja
Szkocja w referendum w 2016 roku okazała się być najbardziej proeuropejską częścią Zjednoczonego Królestwa (62% mieszkańców zagłosowało za pozostaniem w Unii Europejskiej). Rząd Nicoli Sturgeon podejmował starania, mające na celu zminimalizowanie skutków brexitu oraz opowiadał się za tym, aby Wielka Brytania pozostała zarówno w jednolitym rynku, jak i w unii celnej. Pierwsza Minister oraz ministrowie Szkocji podjęli działania co do wypracowania rozwiązania, pozwalającego tej części Zjednoczonego Królestwa na maksymalne zbliżenie się do Unii Europejskiej, już po brexicie. Głównym założeniem działań Rządu było pozostanie Szkocji w jednolitym rynku nawet w sytuacji, gdyby inne części Wielkiej Brytanii go opuściły. W obliczu brexitu w Szkocji nasiliły się nastroje niepodległościowe. Szkocka Partia Narodowa twierdziła wówczas, że Wielka Brytania opuszcza Unię Europejską wbrew woli swoich obywateli, w związku z czym powinno się odbyć ponowne referendum niepodległościowe.

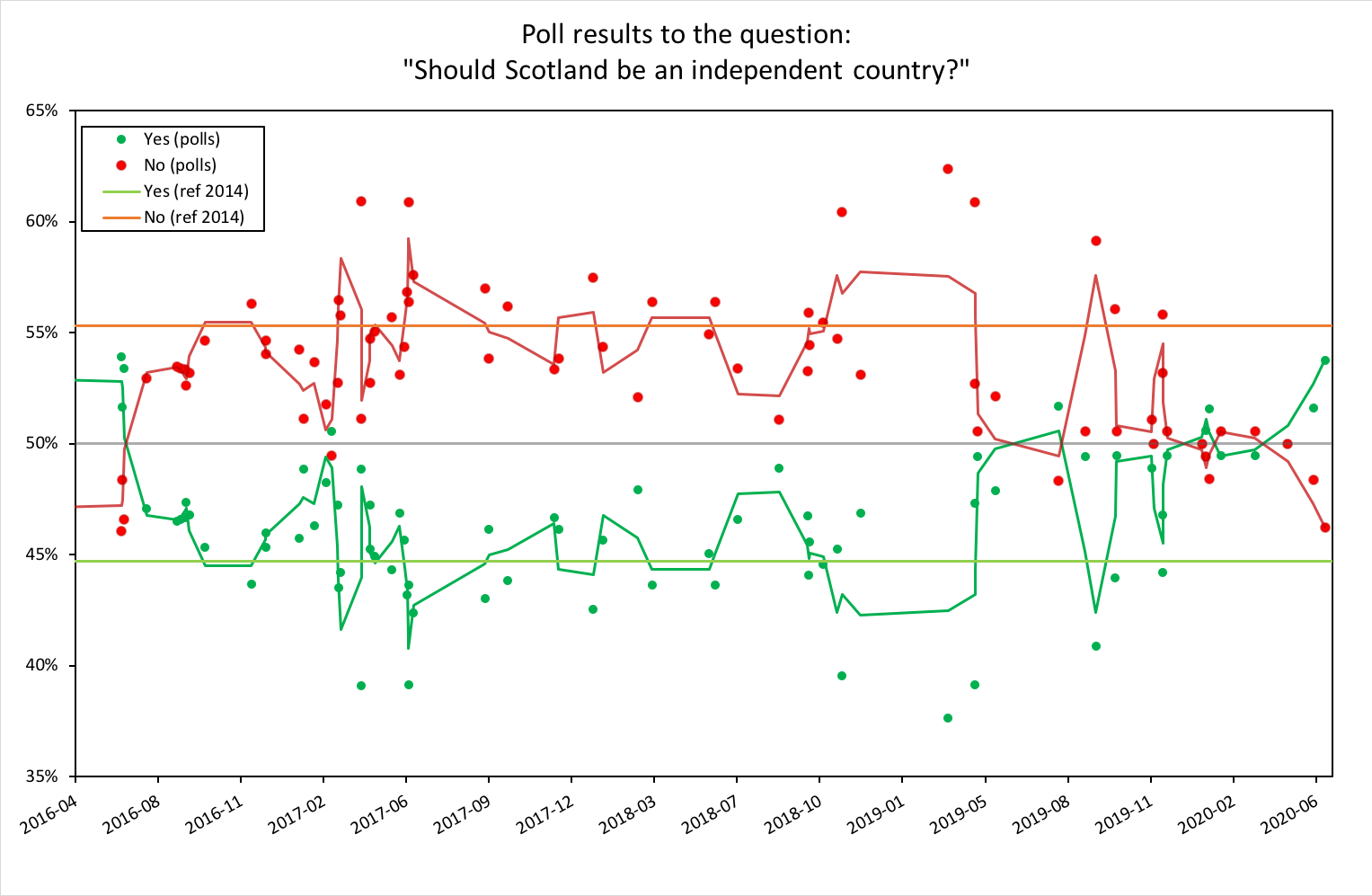
Wykres przedstawiający wyniki sondaży w sprawie niepodległości Szkocji (do 31.01.2020)
Wyniki Referendum w Wielkiej Brytanii w 2016 roku według krajów, stanowiących jej części
Wyniki wyborów parlamentarnych w Wielkiej Brytanii w 2017 roku (przed brexitem), kolorem jasnożółtym zaznaczono jednomandatowe okręgi wyborcze, w których zwyciężyła Szkocka Partia Narodowa
Wyniki wyborów parlamentarnych w Wielkiej Brytanii w 2019 roku (dwa i pół miesiąca przed brexitem – tzw. brexit election), kolorem jasnożółtym zaznaczono jednomandatowe okręgi wyborcze, w których zwyciężyła Szkocka Partia Narodowa

### Walia
W referendum w 2016 roku Walia opowiedziała się za opuszczeniem Unii Europejskiej przez Wielką Brytanię (stosunkiem głosów 53% do 47%). W tej części Zjednoczonego Królestwa władzę ustawodawczą w dniu brexitu sprawowała koalicja Partii Pracy oraz Liberalnych Demokratów. Obydwie partie w referendum w 2016 roku popierały pozostanie Walii w Unii Europejskiej (ponadto nacjonalistyczne Plaid Cymru również popierało obecność w tej organizacji). Większość walijskich funduszy przeznaczanych na rolnictwo oraz na programy strukturalne pochodziła z funduszy unijnych, w związku z czym Rząd Walii poszukiwał alternatywnych źródeł ich finansowania.

Wyniki wyborów parlamentarnych w 2017 roku w Walii (przed brexitem), kolorem czerwonym zaznaczono jednomandatowe okręgi wyborcze, w których zwyciężyła Partia Pracy, niebieskim – Partia Konserwatywna, a zielonym – Plaid Cymru
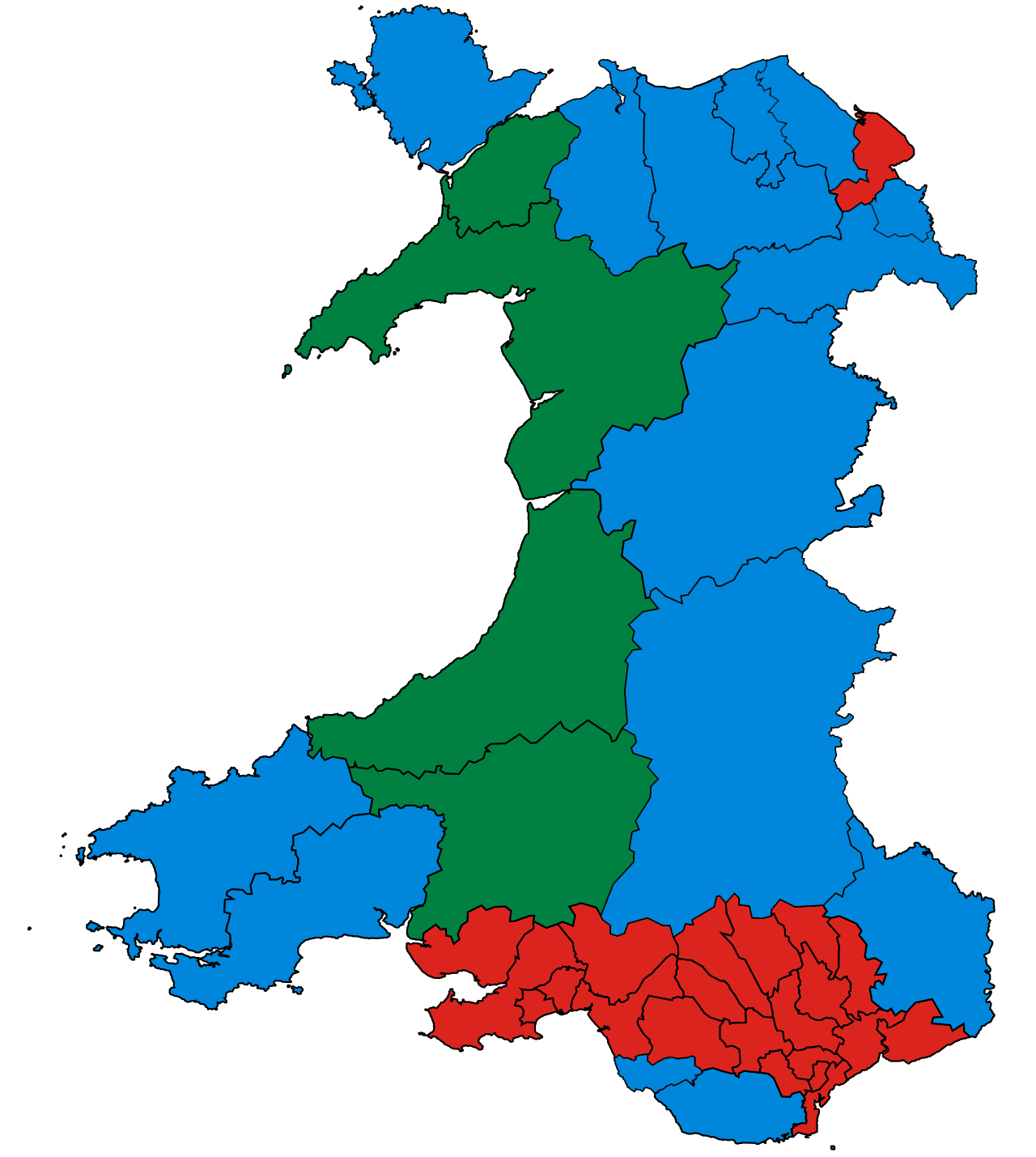
Wyniki wyborów parlamentarnych w 2019 roku w Walii (dwa i pół miesiąca przed brexitem), kolorem czerwonym zaznaczono jednomandatowe okręgi wyborcze, w których zwyciężyła Partia Pracy, niebieskim – Partia Konserwatywna, a zielonym – Plaid Cymru
Wyniki referendum w Wielkiej Brytanii w 2016 roku w Walii

### Irlandia Północna
W referendum w 2016 roku Irlandia Północna zagłosowała za pozostaniem w Unii Europejskiej (stosunkiem głosów 56% do 44%). Ani rząd Irlandii Północnej, ani rząd Irlandii, ani centralny rząd Wielkiej Brytanii, ani Unia Europejska nie chciały powrotu tzw. twardej granicy. 87% dochodów gospodarstw rolnych stanowią pieniądze przekazane w ramach Wspólnej Polityki Rolnej. Przez 4 lata Irlandia Północna pozostanie w jednolitym rynku w zakresie produktów rolno-spożywczych i przemysłowych, przy czym jest możliwość przedłużenia tego okresu przez Zgromadzenie Irlandii Północnej.

Wyniki referendum w 2016 roku w Irlandii Północnej
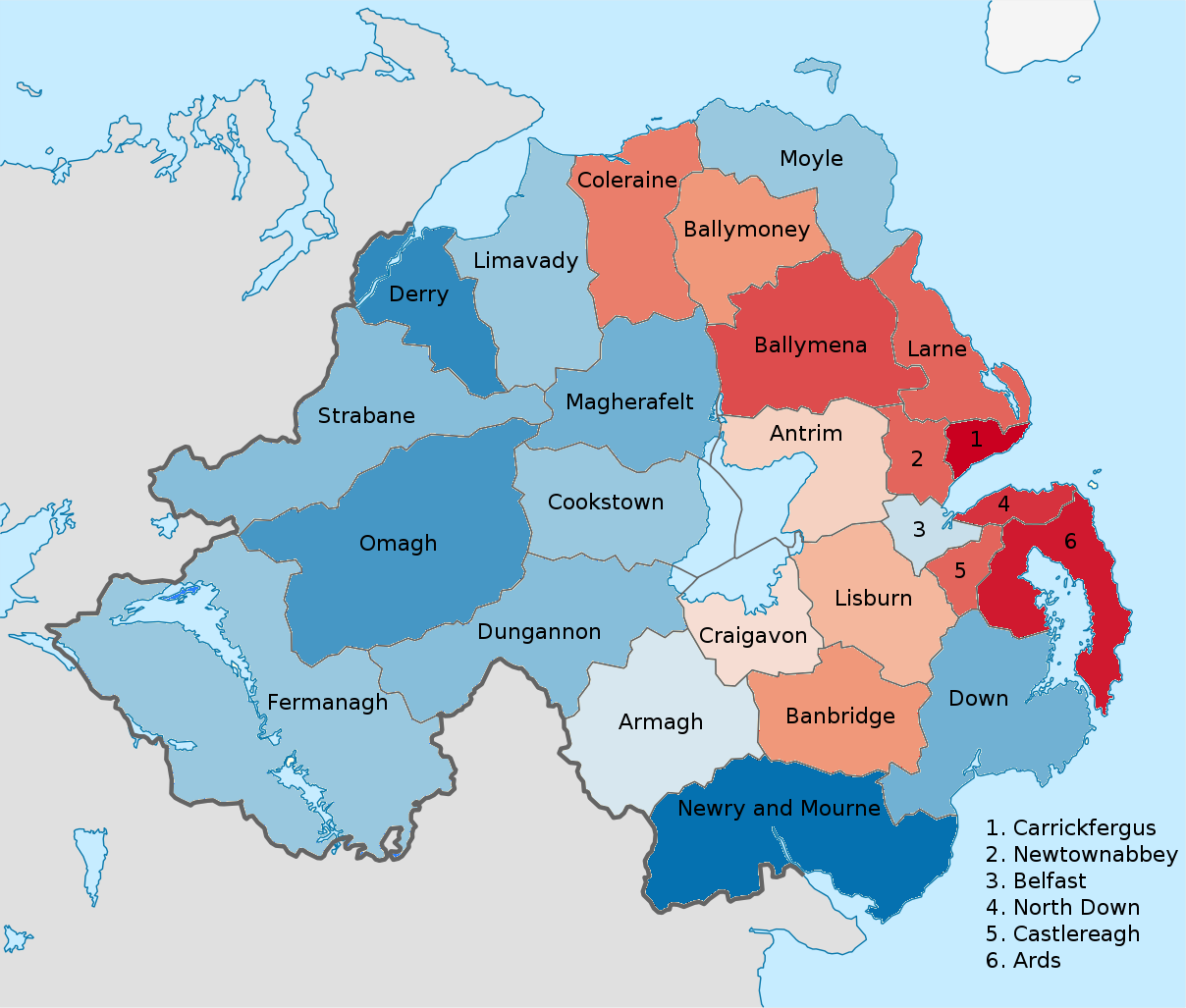
Wyznania religijne w Irlandii Północnej w 2011 roku, kolorem niebieskim zaznaczono dystrykty, w których większość stanowili katolicy, a czerwonym – protestanci
Wyniki wyborów parlamentarnych w 2017 roku w Irlandii Północnej (przed brexitem), kolorem zielonym zaznaczono jednomandatowe okręgi wyborcze, w których zwyciężyło Sinn Féin, a czerwonym – Demokratyczna Partia Unionistyczna
Wyniki wyborów parlamentarnych w 2019 roku w Irlandii Północnej (dwa i pół miesiąca przed brexitem), kolorem ciemnozielonym zaznaczono jednomandatowe okręgi wyborcze, w których zwyciężyło Sinn Féin, pomarańczowym – Demokratyczna Partia Unionistyczna, żółtym – Alliance Party, a jasnozielonym – Socjaldemokratyczna Partia Pracy

### Gibraltar
W tym brytyjskim terytorium zależnym 95,9% osób zagłosowało za pozostaniem w Unii Europejskiej. Gibraltar przed brexitem był przedmiotem głębokiego sporu pomiędzy Zjednoczonym Królestwem a Hiszpanią. Rząd Hiszpanii starał się wykorzystać opuszczenie wspólnoty europejskiej przez Wielką Brytanię do uzyskania ustępstw w kwestii suwerenności Gibraltaru. Ostatecznie do Umowy o wystąpieniu Zjednoczonego Królestwa Wielkiej Brytanii i Irlandii Północnej z Unii Europejskiej i Europejskiej Wspólnoty Energii Atomowej został dołączony składający się z sześciu artykułów protokół, regulujący prawa obywatelskie, prawo lotnicze, sprawy fiskalne, ochronę środowiska, współpracę policji i organów celnych.

Wyniki referendum w 2016 roku według hrabstw Wielkiej Brytanii

## Upamiętnienie
W 2020 z okazji brexitu poczta austriacka wydała okolicznościowy znaczek pocztowy, zawierający pierwotną (przekreśloną) i ostateczną datę wystąpienia Wielkiej Brytanii z UE.